# Іто Міма
Міма Іто (яп. 伊藤 美誠, нар. 21 жовтня 2000) — японська настільна тенісистка, олімпійська чемпіонка 2020 року, бронзова призерка Олімпійських ігор 2016 та 2020 року.

## Виступи на Олімпіадах
| Олімпіада           | Дисципліна             | Місце |
| ------------------- | ---------------------- | ----- |
| Ріо-де-Жанейро 2016 | командний розряд       | 3     |
| Токіо 2020          | одиночний розряд       | 3     |
| Токіо 2020          | зміщаний парний розряд | 1     |